# Роксфёрде
Роксфёрде (нем. Roxförde) — деревня в Германии, в земле Саксония-Анхальт, входит в район Зальцведель в составе городского округа Гарделеген.
Население составляет 225 человек (на 31 декабря 2008 года). Занимает площадь 15,61 км².

## История
Датой основания поселения считается 786 год, и в 1986 году проходило празднование 1200-летия Роксфёрде.
1 января 2010 года, после проведённых реформ, Роксфёрде вошёл в состав городского округа Гарделеген, а управление Зюдлихе-Альтмарк, которому он подчинялся ранее — упразднено.

## Галерея

Роксфёрде на карте городского округа
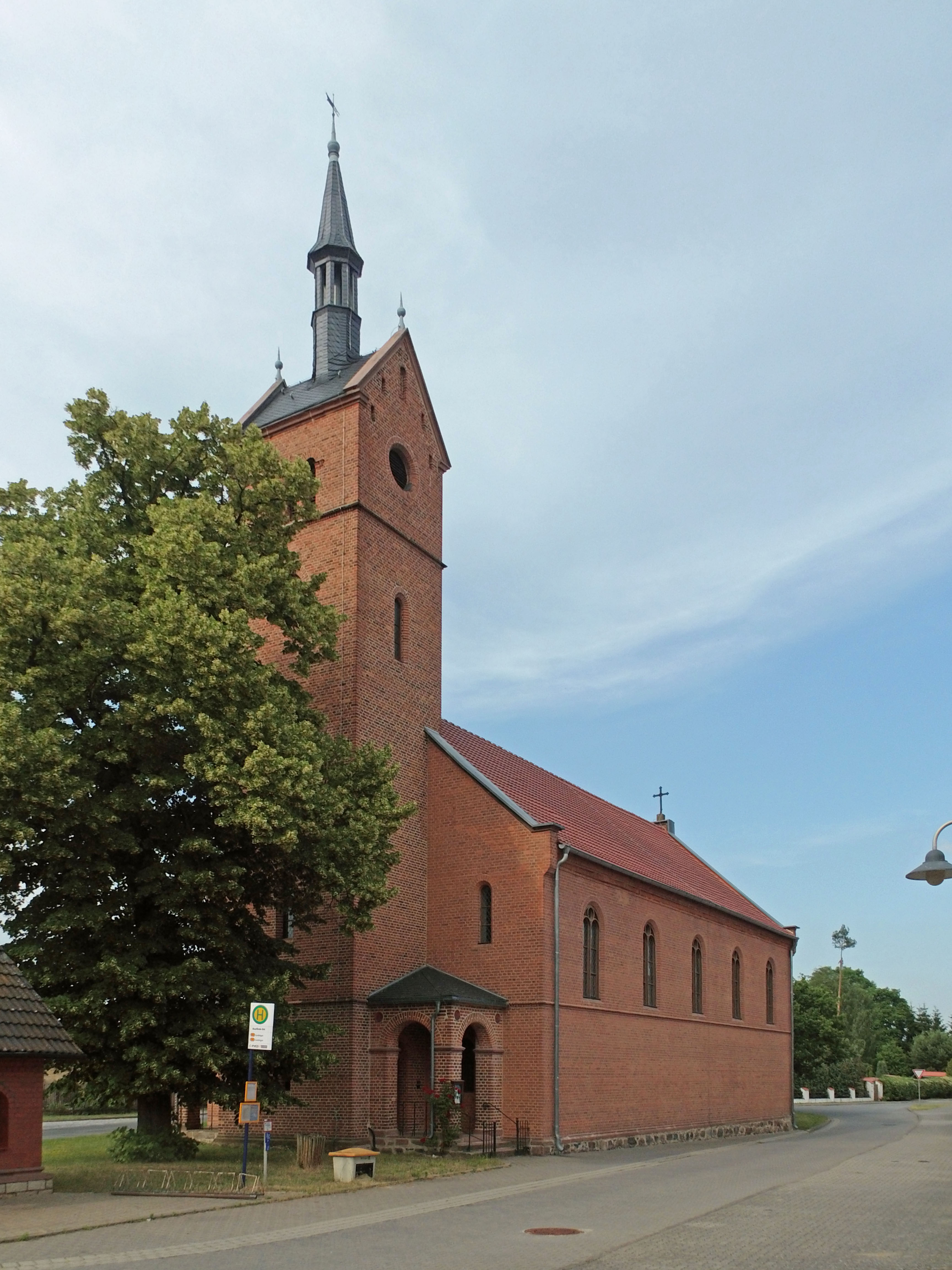
Церковь